# Biología de sistemas complejos
La biología de sistemas complejos (CSB) es una rama o subcampo de la biología matemática y teórica inventada por Robert Rosen que se ocupa de la complejidad tanto de la estructura como de la función en los organismos biológicos, así como del surgimiento y evolución de organismos y especies, con énfasis en la interconectividad de y dentro de la inferencia de redes biológicas, y en el modelado de las relaciones fundamentales inherentes a la vida.
El CSB es un campo que tiene solo una superposición parcial con los conceptos más convencionales de teoría de sistemas complejos y biología de sistemas, porque CSB se ocupa de la filosofía y la conciencia humana. Además, las matemáticas pueden modelar una amplia gama de sistemas complejos, pero se afirma que esto no es relevante.

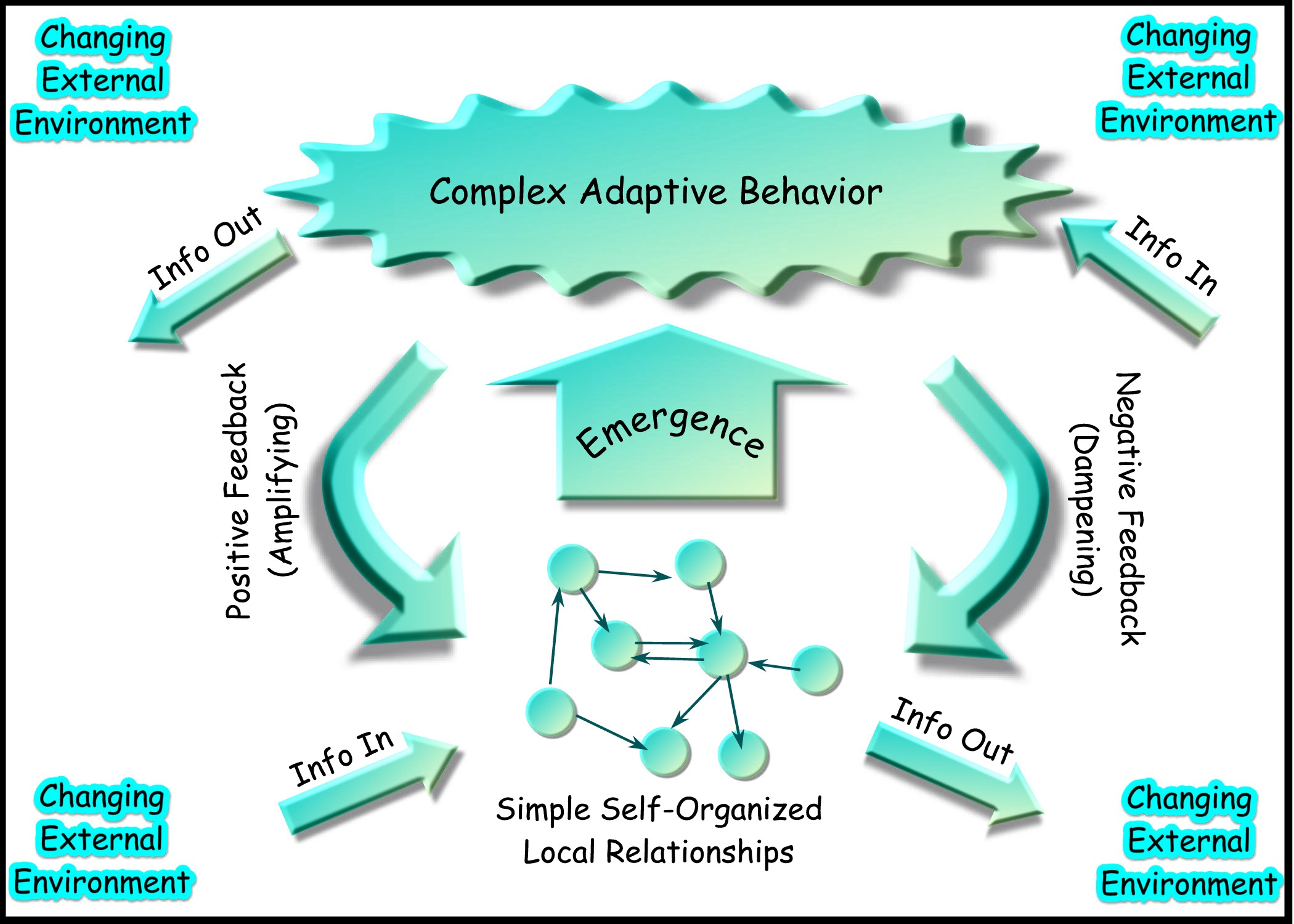
Representación en red de un sistema adaptativo complejo

## Complejidad de los organismos y la biosfera
No existe una definición satisfactoria de complejidad en biología.

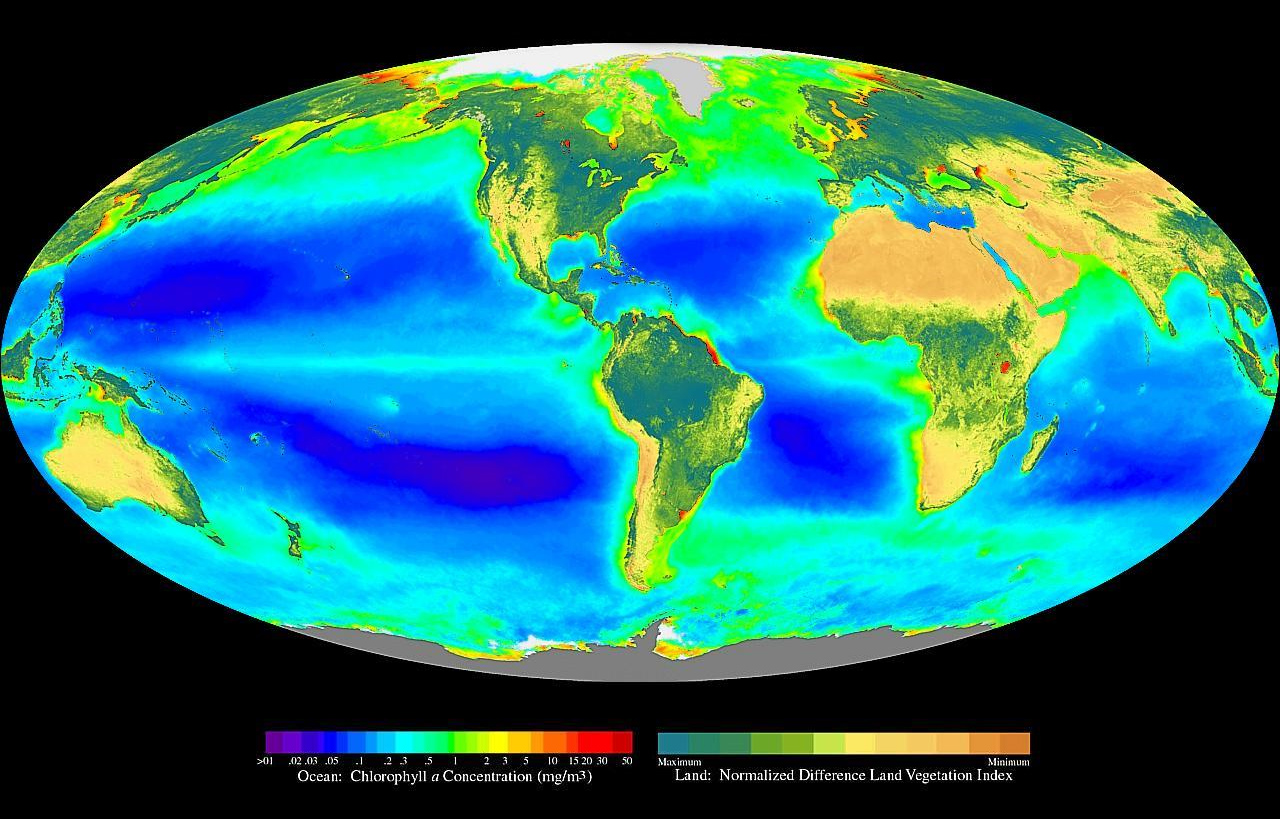

La mayoría de los modelos de sistemas complejos no tratan sobre temas biológicos, como genomas y organismos, aunque la biología se ha modelado con éxito desde el siglo XIX. Se han combinado dos enfoques basados en la teoría de la información y la topología de red/teoría de grafos para modelar la conciencia humana.
En cuanto a la ontología (la metafísica filosófica de la realidad), se está asumiendo que existe una jerarquía de niveles de complejidad de organización distintos de la realidad. Los rangos taxonómicos como orden, familia, género, especie, etc. reflejan una jerarquía de niveles de complejidad de organización en biología.
Debido a su variabilidad, capacidad de curación y autorreproducción, etc., los organismos se definen como 'metasistemas' de sistemas más simples en CSB. Un metasistema es un sistema de sistemas. La autopoiesis también modela un sistema de sistemas biológico de este tipo, sin embargo, se ha afirmado que en biología un metasistema no es equivalente a tal sistema de sistemas. También se afirma que difiere del metasistema porque los organismos son diferentes de las máquinas o los robots. Si los robots o autómatas pueden definirse por cinco cualidades: estados, estado de inicio, conjuntos de entrada y salida/alfabeto y función de transición,  los organismos son diferentes.

## Temas de biología de sistemas complejos

una vía compleja de transducción de señales

La siguiente es una lista de temas cubiertos en biología de sistemas complejos:
- Aplicabilidad de la teoría cuántica a la genética.[18]
- Biología relacional[4][19][20]

### Otras lecturas
- Baianu, IC, Modelos informáticos y teoría de autómatas en biología y medicina., Monografía, Capítulo 11 en M. Witten (Editor), Modelos matemáticos en medicina, vol. 7., vol. 7: 1513-1577 (1987), Pergamon Press: Nueva York, (actualizado por Hsiao Chen Lin en 2004)ISBN 0-08-036377-6
- Renshaw, E., Modelado de poblaciones biológicas en el espacio y el tiempo . COPA, 1991.ISBN 0-521-44855-7
- Rosen, Robert. 1991, Life Itself: A Comprehensive Inquiry into the Nature, Origin, and Fabrication of Life, Columbia University Press, publicado póstumamente:
- Rosen, Roberto .1970. Teoría de sistemas dinámicos en biología . Nueva York, Wiley-Interscience.ISBN 0-471-73550-7
- Rosen, Roberto. 2000, Ensayos sobre la vida misma, Columbia University Press.
- Rosen, Roberto. 2003, " Sistemas anticipatorios; Fundamentos filosóficos, matemáticos y metodológicos ", Rosen Enterprises publs.